# Apostolos Loukas (Agios Athanasios)
Apostolos Loukas (griechisch Απόστολος Λουκάς) ist eine Pfarrei und ein Stadtteil der Stadt und Gemeinde Agios Athanasios im Bezirk Limassol auf Zypern.
Der gleichnamige heilige Tempel des Bezirks Apostolos Loukas ist dem Apostel Lukas geweiht.

## Lage und Umgebung

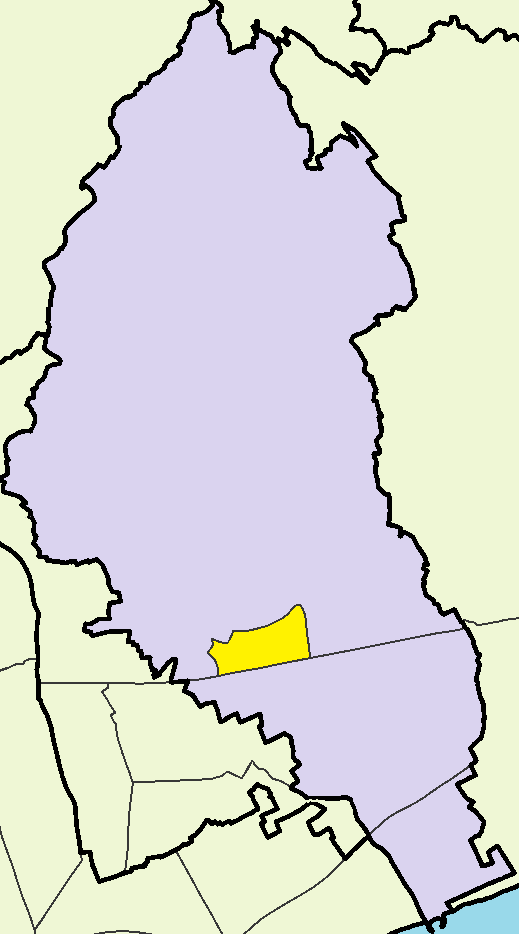
Lage in Agios Athanasios

Apostolos Loukas ist der kleinste Stadtteil von Agios Athanasios und liegt etwa in der Mitte der Gemeinde. Im Norden grenzt er an den Stadtteil Agios Athanasios und im Süden an Agios Stylianos.

## Bevölkerung
Bei der letzten Bevölkerungszählung im Jahr 2011 wurden 1042 Einwohner in Apostolos Loukas gezählt und in Agios Athanasios insgesamt 14.347. 2001 hatte der Stadtteil 1244 Einwohner.